# Poeciloneuron
Poeciloneuron é um género botânico pertencente à família Clusiaceae, da subfamília Kielmeyeroideae e tribo Calophylleae

## Espécies
- Poeciloneuron indicum
- Poeciloneuron pauciflorum

## Nome e referências
Poeciloneuron Bedd.